# الف توتن
الف توتن (انگلیسی: Alf Tveten; ۳۰ ژوئیهٔ ۱۹۱۲ – ۱ ژانویهٔ ۱۹۹۷) قایقران قایق بادبانی اهل نروژ بود.